# Hasan Lika
Hasan Lika (Tirana, 1º gennaio 1960) è un allenatore di calcio, dirigente sportivo ed ex calciatore albanese, di ruolo centrocampista.

## Palmarès

### Giocatore

#### Club

##### Competizioni nazionali
- Campionato albanese: 2

Partizan Tirana: 1978-1979, 1980-1981
- Coppa d'Albania: 1

Partizan Tirana: 1979-1980